# Wolfenbüttel
Wolfenbüttel är en stad i delstaten Niedersachsen, Tyskland. Innerstaden präglas av många välbevarade korsvirkeshus. Welfhertigarna hade sitt säte här under lång tid, staden fick epitetet "De andliga livets och de sköna konsternas stad". Här skapades breda avenyer och stora torg, hertigslottet vittnar om detta med sin mäktiga barockfasad. Det magnifika Herzog August-biblioteket rymmer 130 000 volymer, inklusive världens dyraste bok Henrik Lejonets evangeliebok.
Gotthold Ephraim Lessing var bibliotekarie på Herzog August-biblioteket och det var under sin tid i Wolfenbüttel som han skrev Nathan den vise (1779).

## Industri
Mast-Jägermeister AG tillverkar den välkända likören Jägermeister.

## Vänorter
Wolfenbüttel har följande vänorter:
- Blankenburg (Harz), Tyskland
- Kamienna Góra, Polen
- Kenosha, USA
- Satu Mare, Rumänien
- Sèvres, Frankrike

Dessutom har Ortsteil Salzdahlum franska Briouze, och Ortsteil Linden rumänska Beltiug som vänort.

## Fotnoter
1. ↑  Alle politisch selbständigen Gemeinden mit ausgewählten Merkmalen am 31.12.2018 (4. Quartal) (på tyska), Statistisches Bundesamt, läs online, läst: 10 mars 2019.[källa från Wikidata]
2. ↑  Alle politisch selbständigen Gemeinden mit ausgewählten Merkmalen am 31.12.2023, Statistisches Bundesamt, 28 oktober 2024, läs online, läst: 16 november 2024.[källa från Wikidata]
3. ↑  ”Vänorter på Wolfenbüttels nätsidor”. Arkiverad från originalet den 17 november 2015. https://web.archive.org/web/20151117030402/http://www.wolfenbuettel.de/Stadt/index.php?mNavID=2093.121&sNavID=2093.121&La=1. Läst 14 november 2015.